# Oggau am Neusiedler See
Oggau am Neusiedler See (ungarisch Oka, kroatisch Cokula) ist ein Ort mit 1702 Einwohnern (Stand 1. Jänner 2024) im Burgenland am Westufer des Neusiedler Sees. Seit 1994 hat der Ort den Status einer Marktgemeinde.

## Geografie

### Lage
Oggau liegt zwischen dem Ruster Hügelland und dem Neusiedler See, der mit 115 Meter über der Adria der tiefste Punkt der Gemeinde ist. Die höchste Erhebung ist der Seeberg mit 211 Meter Seehöhe.

### Nachbargemeinden
|                     | Donnerskirchen                              | Neusiedl am See (ND)   |
| Schützen am Gebirge | Kompassrose, die auf Nachbargemeinden zeigt | Podersdorf am See (ND) |
| Oslip               | Rust                                        | Illmitz (ND)           |

## Geschichte

Oggau im Aufnahmeblatt der Franzisco-josephinischen Landesaufnahme (1873)

Vor Christi Geburt war das Gebiet Teil des keltischen Königreiches Noricum und gehörte zur Umgebung der keltischen Höhensiedlung Burg auf dem Schwarzenbacher Burgberg.
Später unter den Römern lag das heutige Oggau dann in der Provinz Pannonia. Bei Ausgrabungen wurden Trinkschalen mit Rotweinresten aus der Römerzeit gefunden. Aufgrund dieses Fundes ist Oggau die „älteste Rotweingemeinde Österreichs“.
Der Ortsname ist zum ersten Mal 1344 als villa Zaka bezeugt. Diese Form stammt aus dem altungarischen Personennamen Sac. Die Siedlung ist also nach ihrem ersten Besitzer benannt.
Im Deutschen wurde der anlautende Zischlaut /s/ des nicht weiter verständlichen Namens mit der mhd., bei Ortsbestimmungen überaus häufigen Präposition ze („zu; in“) identifiziert; wenn man die vermeintliche Präposition wegließ, blieb als Ortsname nur noch das heutige Oggau übrig. Diese eingedeutschte Form wiederum wurde bald ins Ungarische zurückentlehnt und ist seit 1393 als Oka bezeugt.
Der Ort gehörte wie das gesamte Burgenland bis 1920/21 zu Ungarn. Nach Ende des Ersten Weltkriegs wurde nach bitteren Verhandlungen ein Teil Ungarns in den Vertrag von Trianon 1920 Österreich zugesprochen. Der Ort gehört seit 1921 zum neu gegründeten Bundesland Burgenland (siehe auch Geschichte des Burgenlandes).
Zwischen Oktober 1944 und April 1945 wurden im Steinbruch ungarische Juden als Zwangsarbeiter eingesetzt.
Marktgemeinde ist Oggau am Neusiedler See seit 1994 (durch VO 16).

## Kultur und Sehenswürdigkeiten

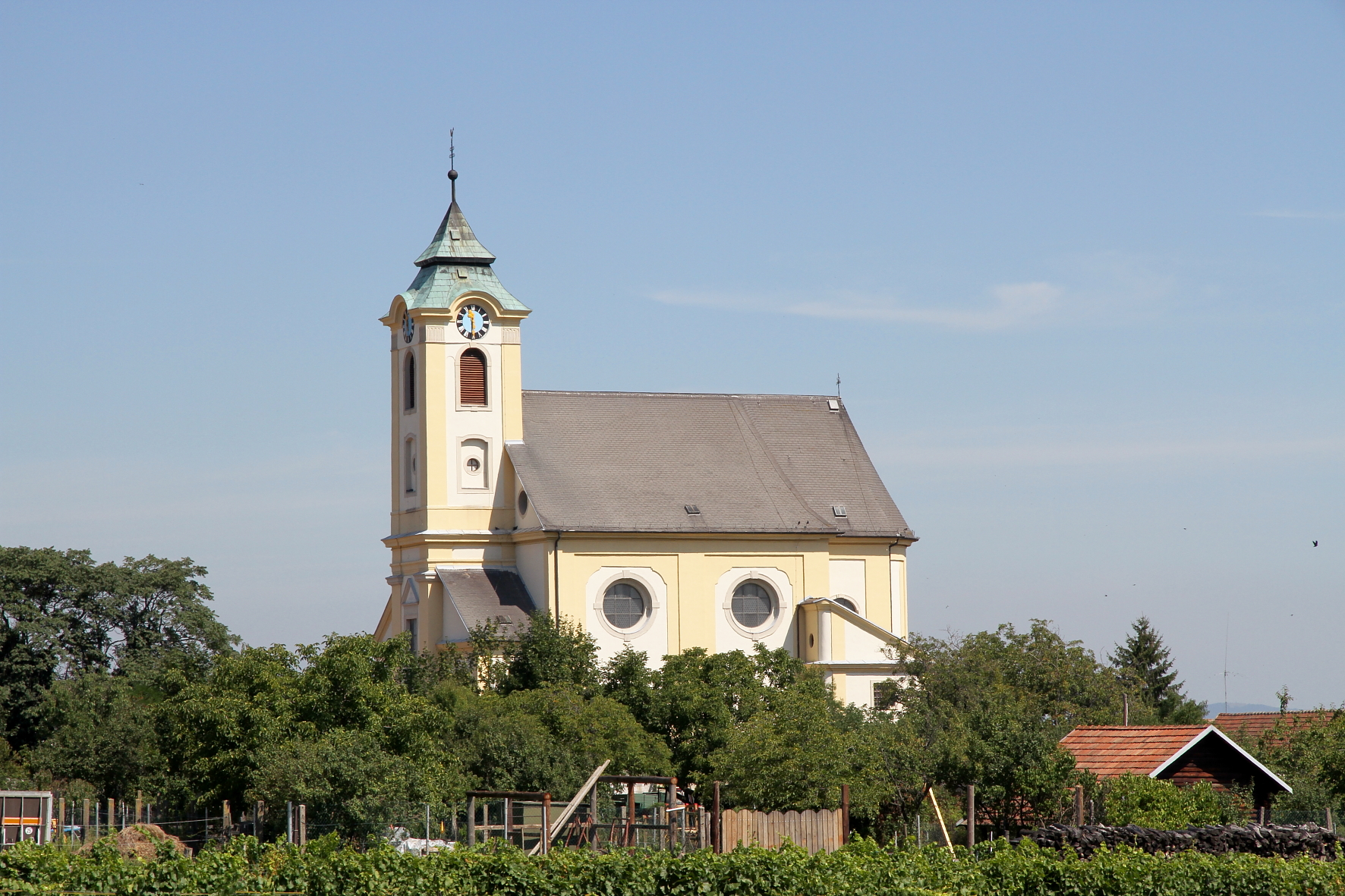
Pfarrkirche Oggau

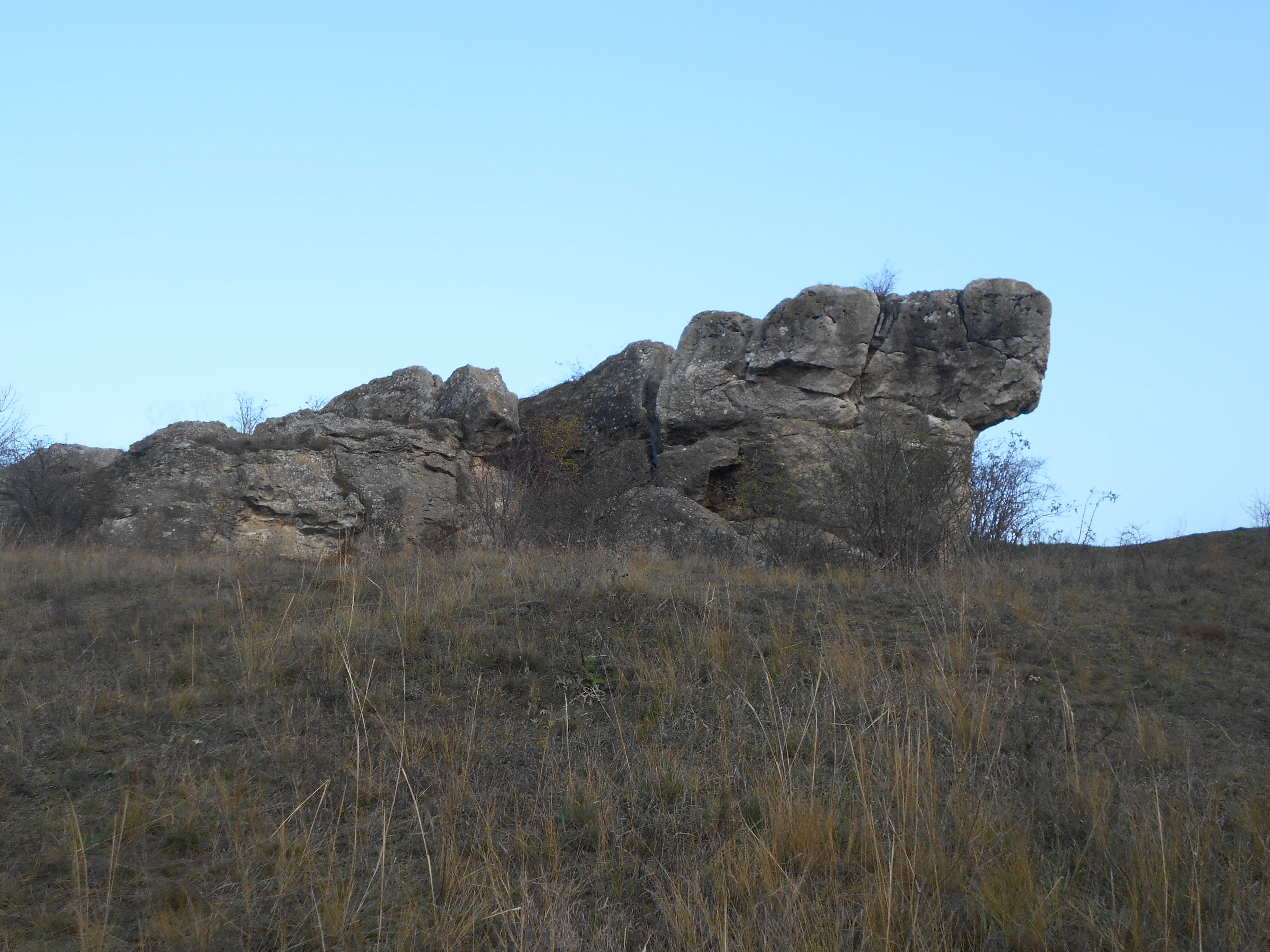
Der Hölzlstein

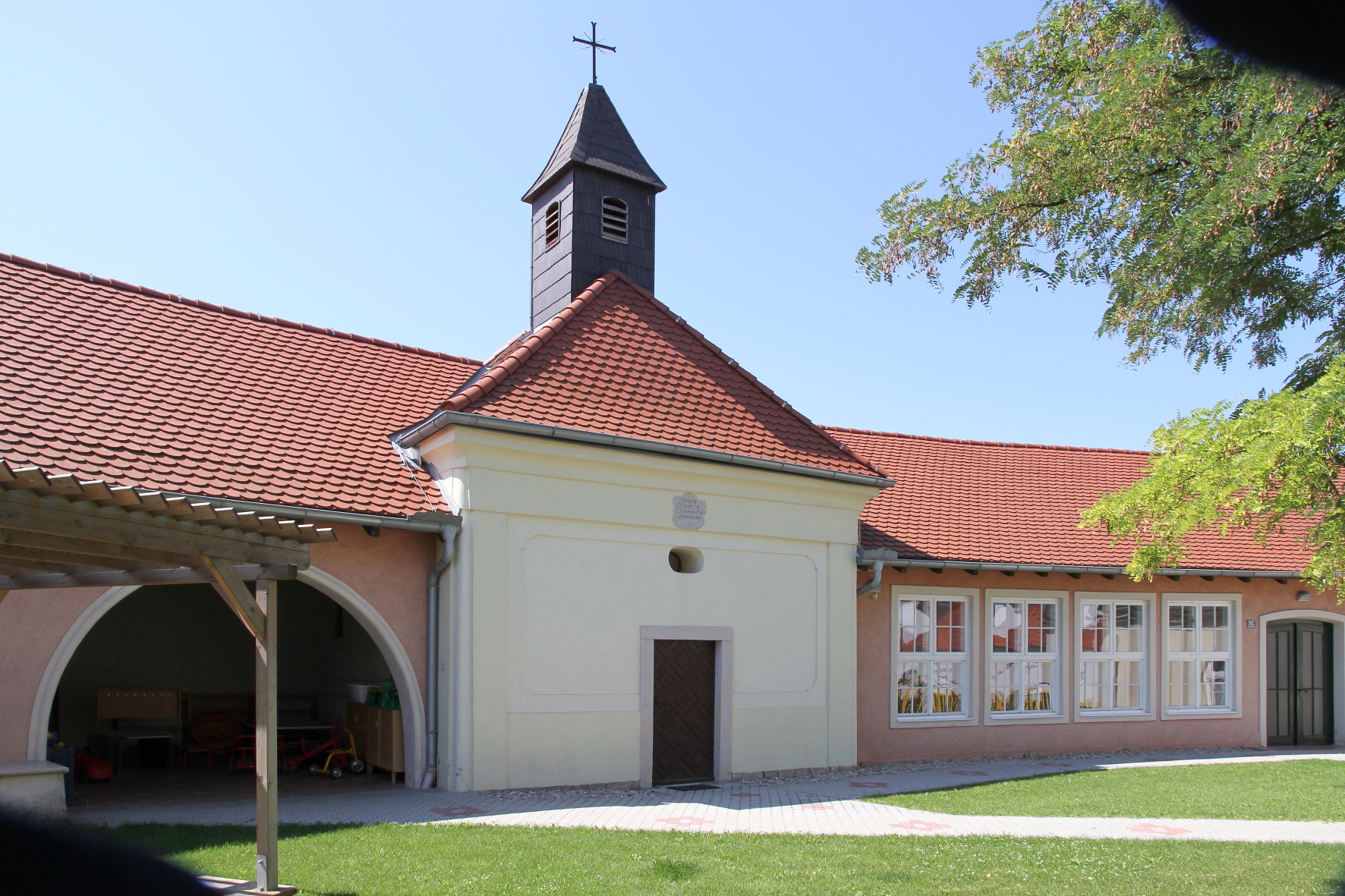
Kreuzkapelle

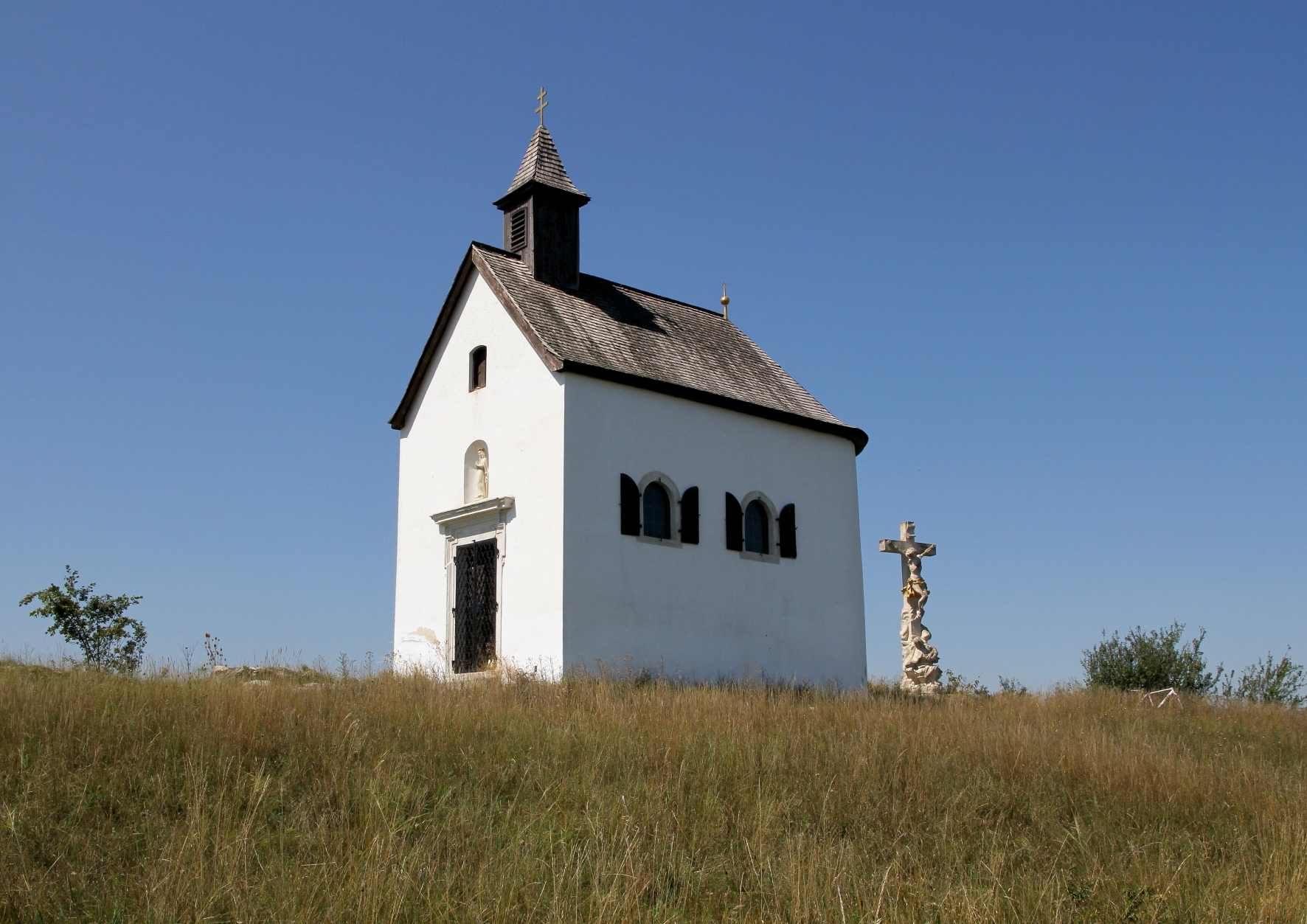
Rosaliakapelle

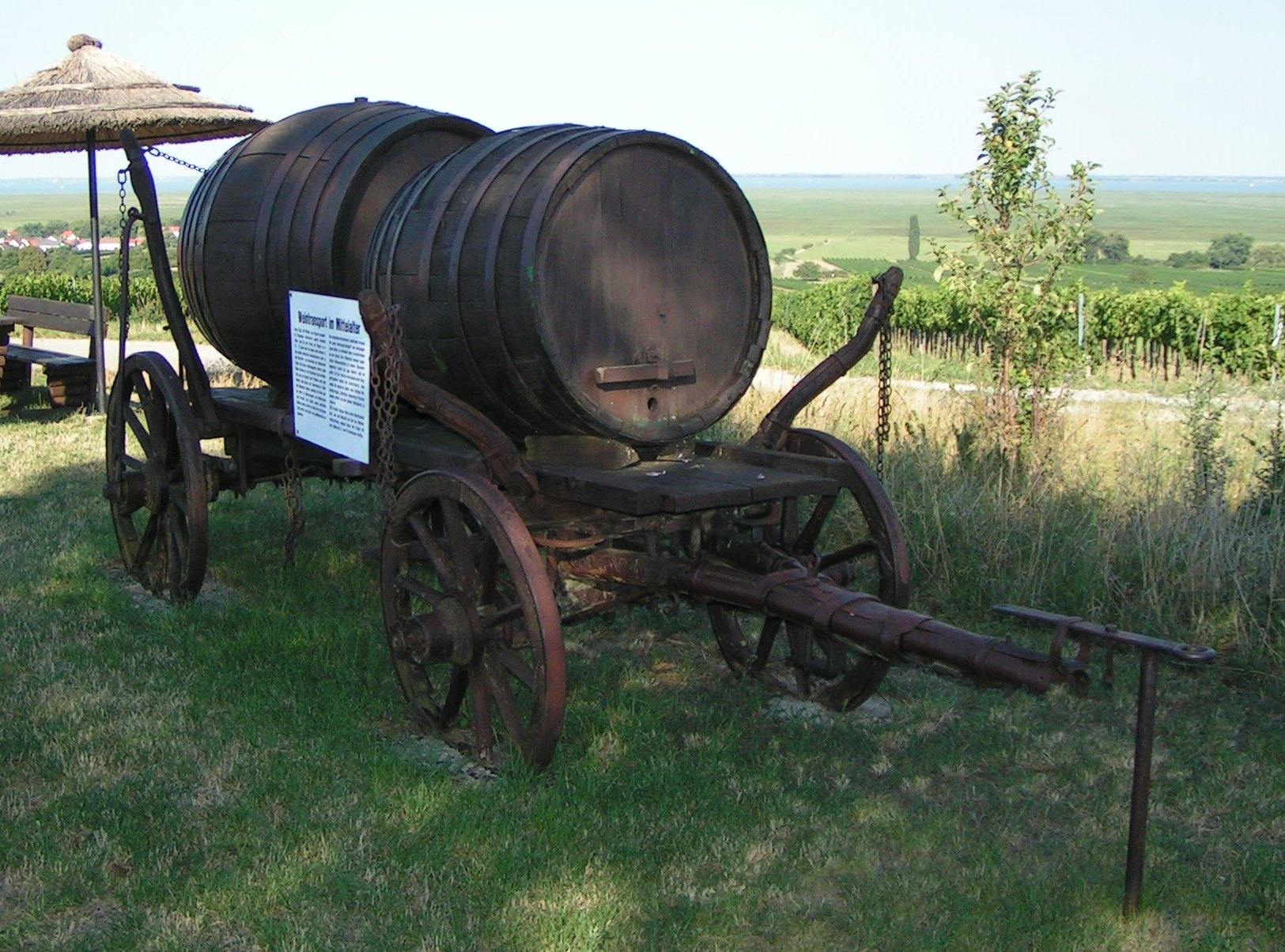
Weinlehrpfad bei Oggau

- Pfarrkirche Oggau: Die barocke Pfarrkirche wurde von 1727 bis 1731 erbaut und besitzt einen Schrein aus dem Rokoko. Der Pfarrhof wurde 1795 errichtet. In Oggau befinden sich zwei Pestsäulen (errichtet 1695 und 1713).
- Eine besondere Sehenswürdigkeit ist der Hölzlstein, ein rund 10 mal 20 Meter großer Kalkstein, der etwas außerhalb der Ortschaft liegt. Dabei handelt es sich um einen Überrest aus der Zeit, als die Gegend noch unter dem Meeresspiegel lag. Einer Sage nach bewohnten einst Hexen den Hölzlstein.

### Regelmäßige Veranstaltungen
- 24 Stunden Burgenland Extrem Tour
- Jedes Jahr Ende August wird ein Kirtagbaum aufgestellt. Dies wird von Generation zu Generation weitergegeben. Anlass dafür ist die Musterung. Alle zukünftigen Soldaten bzw. Zivildiener stellen diesen Baum gemeinsam auf.

| Wirtschaft Flächennutzung Von der Gemeindefläche entfallen zwei Drittel auf den Neusiedler See, ein knappes Viertel wird landwirtschaftlich genutzt, rund vier Prozent sind Weingärten. [ 4 ] In diesen werden gleichermaßen Weiß- und Rotweine angebaut. Die wichtigsten Weißweinsorten sind Grüner Veltliner, Welschriesling, Weissburgunder, Müller-Thurgau und Neuburger, bei den Rotweinen überwiegt der Blaufränkische. [ 5 ] Berufspendler Im Jahr 2011 lebten 856 Erwerbstätige in Oggau. Davon arbeiteten 167 im Ort und 689 pendelten zur Arbeit aus. Von der Umgebung pendelten 34 Personen zur Arbeit nach Oggau. [ 6 ] | Hier fehlt eine Grafik, die leider im Moment aus technischen Gründen nicht angezeigt werden kann. Wir arbeiten daran! |

## Politik

### Gemeinderat

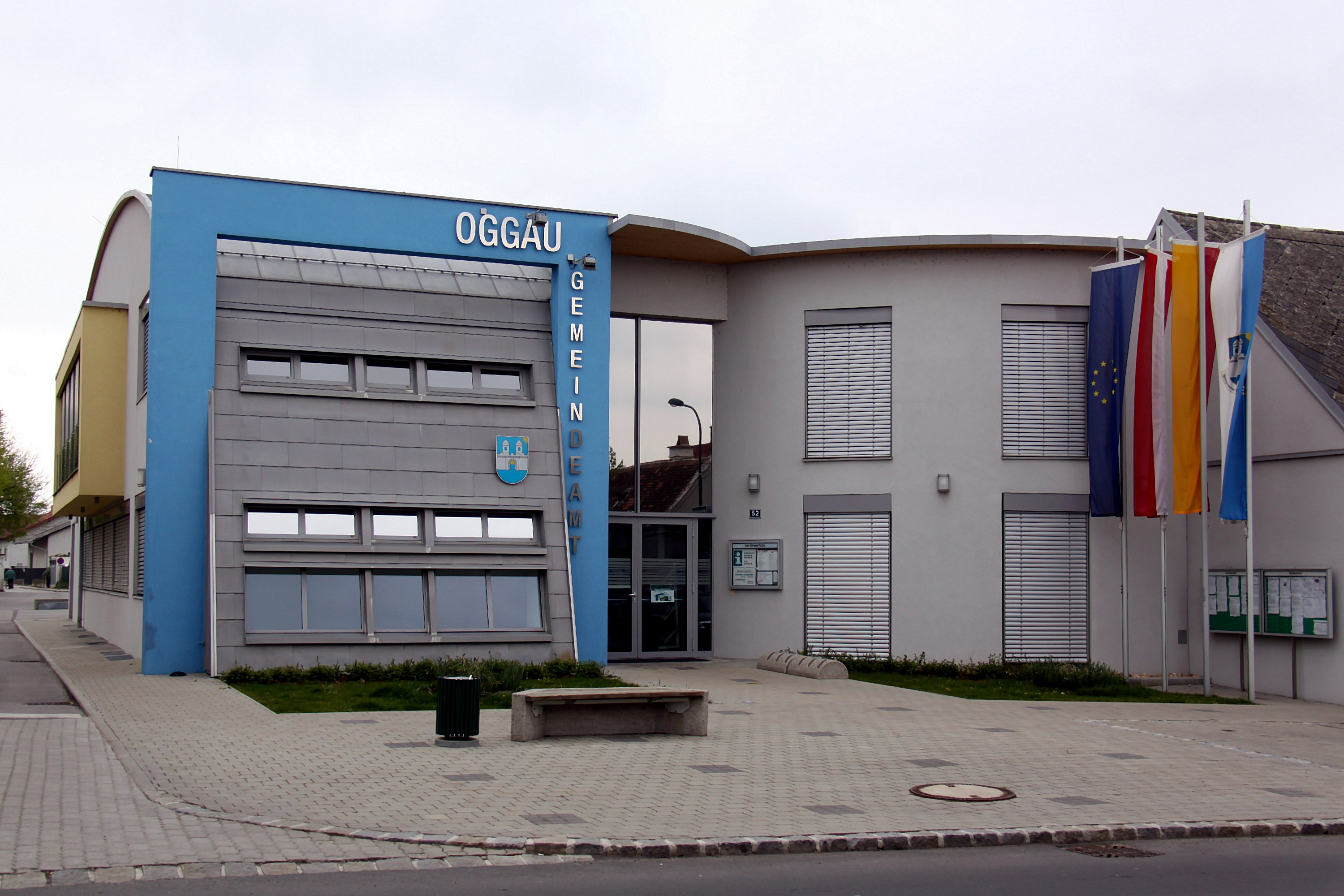
Gemeindeamt Oggau am Neusiedler See

Der Gemeinderat umfasst aufgrund der Einwohnerzahl insgesamt 21 Mitglieder.
| Partei          | 2022             | 2022             | 2022             | 2017             | 2017             | 2017             | 2012             | 2012             | 2012             | 2007             | 2007             | 2007             | 2002             | 2002             | 2002             | 1997             | 1997             | 1997             |
| Partei          | Sti.             | %                | M.               | Sti.             | %                | M.               | Sti.             | %                | M.               | Sti.             | %                | M.               | Sti.             | %                | M.               | Sti.             | %                | M.               |
| --------------- | ---------------- | ---------------- | ---------------- | ---------------- | ---------------- | ---------------- | ---------------- | ---------------- | ---------------- | ---------------- | ---------------- | ---------------- | ---------------- | ---------------- | ---------------- | ---------------- | ---------------- | ---------------- |
| SPÖ             | 793              | 63,04            | 14               | 718              | 54,19            | 12               | 636              | 47,15            | 10               | 705              | 53,57            | 12               | 727              | 55,54            | 12               | 549              | 46,13            | 9                |
| ÖVP             | 371              | 29,49            | 6                | 469              | 35,40            | 7                | 552              | 40,92            | 9                | 509              | 38,68            | 8                | 527              | 40,26            | 9                | 528              | 44,37            | 9                |
| BFO 1)          | 94               | 7,47             | 1                | nicht kandidiert | nicht kandidiert | nicht kandidiert | nicht kandidiert | nicht kandidiert | nicht kandidiert | nicht kandidiert | nicht kandidiert | nicht kandidiert | nicht kandidiert | nicht kandidiert | nicht kandidiert | nicht kandidiert | nicht kandidiert | nicht kandidiert |
| FPÖ             | nicht kandidiert | nicht kandidiert | nicht kandidiert | 70               | 5,28             | 1                | nicht kandidiert | nicht kandidiert | nicht kandidiert | nicht kandidiert | nicht kandidiert | nicht kandidiert | 55               | 4,20             | 0                | 102              | 8,57             | 1                |
| FBL             | nicht kandidiert | nicht kandidiert | nicht kandidiert | 68               | 5,13             | 1                | 161              | 11,93            | 2                | 102              | 7,75             | 1                | nicht kandidiert | nicht kandidiert | nicht kandidiert | nicht kandidiert | nicht kandidiert | nicht kandidiert |
| BBO             | nicht kandidiert | nicht kandidiert | nicht kandidiert | nicht kandidiert | nicht kandidiert | nicht kandidiert | nicht kandidiert | nicht kandidiert | nicht kandidiert | nicht kandidiert | nicht kandidiert | nicht kandidiert | nicht kandidiert | nicht kandidiert | nicht kandidiert | 11               | 0,92             | 0                |
| Wahlberechtigte | 1558             | 1558             | 1558             | 1540             | 1540             | 1540             | 1591             | 1591             | 1591             | 1584             | 1584             | 1584             | 1534             | 1534             | 1534             | 1472             | 1472             | 1472             |
| Wahlbeteiligung | 87,87 %          | 87,87 %          | 87,87 %          | 91,10 %          | 91,10 %          | 91,10 %          | 92,52 %          | 92,52 %          | 92,52 %          | 91,04 %          | 91,04 %          | 91,04 %          | 92,42 %          | 92,42 %          | 92,42 %          | 94,02 %          | 94,02 %          | 94,02 %          |

1) Bürgerforum Oggau

### Gemeindevorstand
Neben Bürgermeister Thomas Schmid (SPÖ) und Vizebürgermeister Harald Zinkl (SPÖ) gehören die geschäftsführenden Gemeinderäte Franz Dinhof (SPÖ), Gabriele Hirschmann (SPÖ), Alexander Kucher (SPÖ), Mario Sallmutter (ÖVP) und Magdalena Werner (ÖVP) dem Gemeindevorstand an.

### Bürgermeister
Bürgermeister ist seit 2017 Thomas Schmid (SPÖ). Bei der Bürgermeisterdirektwahl 2017 wurde er gegen drei Mitbewerbern im ersten Wahlgang mit 58,72 % in seinem Amt bestätigt. Peter Eibl (ÖVP) kam auf 33,14 %, Josef Graßl (FBL) auf 4,94 % kam und Christian Eissner (FPÖ) auf 3,20 %.
Bei der Wahl 2022 wurde Thomas Schmid mit 70,62 Prozent der Stimmen im Amt bestätigt.

#### Chronik der Bürgermeister
| von       | bis       | Bürgermeister                  |
| --------- | --------- | ------------------------------ |
| 1938      | 1939      | Georg Mähner (NSDAP)           |
| 1939      | 1939      | Richard Erdt (NSDAP)           |
| 1939      | 1940      | Franz Thometitsch (NSDAP)      |
| 1940      | 1943      | Ferdinand Migschitz (NSDAP)    |
| 1943      | 1943      | Paul Sallmutter (NSDAP)        |
| 1943      | 1945      | Franz Thometitsch              |
| 1945      | 1948      | Elias Wimmer (ÖVP)             |
| 1948      | 1955      | Johann Siess (ÖVP)             |
| 1955      | 1959      | Josef Grassl (ÖVP)             |
| 1959      | 1959      | Franz Thometitsch              |
| 1959      | 1960      | Franz Toth (Gemeindeverwalter) |
| 1960      | 1972      | Johann Siess (ÖVP)             |
| 1972      | 1997      | Leopold Werner (ÖVP)           |
| 1997      | 2017      | Ernst Schmid (SPÖ)             |
| seit 2017 | seit 2017 | Thomas Schmid (SPÖ)            |

### Wappen
|  | Blasonierung: „In Blau ein silberner, zweitürmiger, gezinnter Torbau mit geöffnetem Rundbogentor, aufgezogenem goldenen Fallgitter, Kegeldächern und je einem geöffneten Rundbogenfenster an den Türmen. Aus dem linken Obereck bricht eine goldene Sonne hervor.“ Die Ortsfarben sind den Tinkturen des Wappens entsprechend Silber- (Weiß-) Blau. |

## Persönlichkeiten
- Matthias Weißenbeck (1673–1743) – Tuchhändler und Ratsherr in Wien, der gebürtige Oggauer finanzierte den Bau der Oggauer Kirche[15]
- Josef Mayrhofer (1810–1897) – Priester und Theologieprofessor am Bischofssitz in Győr, Wohltäter der Pfarre Oggau[16]
- Johann Surányi 1835–1903 – Mitglied des Raaber Domkapitels (Kanonikus), 1897–1902 Rektor der theologischen Hochschule in Győr[17]
- Elias Wimmer (1889–1949) – Politiker, Bürgermeister von Oggau
- Josef Lentsch (1909–1988) – in Oggau geborener Politiker, Landeshauptmann des Burgenlands[18]
- Franz Heigl (1925–2002) – Direktor der Volksschule Oggau, Spieler und langjähriger Obmann des UFC Oggau, Ahnen- und Heimatforscher[19]
- Paul Fasching (* 1951) – Landwirt und Politiker, Mitglied des Gemeinderats von Oggau
- Lukas Pallitsch (* 1985) – österreichischer Mittelstreckenläufer, Theologe und Germanist

### Ehrenbürger
An folgende Persönlichkeiten wurde die Ehrenbürgerschaft der Gemeinde Oggau am Neusiedler See verliehen:
- Richard Kampits † (verliehen am 11. April 1931) – Volksschuldirektor
- Andreas Kern † (verliehen am 11. April 1931) – Gastwirt
- Otto von Habsburg (verliehen am 15. September 1934; aberkannt 7. Juni 1938) – Kaisersohn
- Kurt von Schuschnigg † (verliehen am 10. November 1936; aberkannt 7. Juni 1938) – Bundeskanzler
- Hans Sylvester † (verliehen am 10. November 1936; aberkannt 7. Juni 1938) – Landeshauptmann des Burgenlandes
- Josef Heurigs † (verliehen am 7. Juli 1949) – Dechantpfarrer in Oggau
- Gustinus Ambrosi † (verliehen am 25. Februar 1953) – Professor und Bildhauer in Wien
- Andreas Tschank † (verliehen am 28. September 1954) – Oberschulrat in Oggau
- Rudolf Leopold (verliehen am 14. März 1958) – Sektionschef im Bundesministerium für Landwirtschaft
- Franz Hengl (verliehen am 14. März 1958) – Ministerialrat beim Bundesministerium für Landwirtschaft
- Johann Siess † (verliehen am 27. Mai 1977) – Bürgermeister 1948–1955 und 1960–1972
- Alfred Hirtenfelder † (verliehen am 30. Dezember 1986) – Kanonikus, Ortspfarrer 1972–1987
- Leopold Werner (verliehen am 13. Mai 2000) – Bürgermeister 1972–1997
- Mathias Reiner (verliehen am 29. August 2004) – wirkl. Konsistorialrat, Ortspfarrer 1987–2004

### Ehrenringträger
Seit 1976 wurde an folgende Persönlichkeiten wurde der Ehrenring der Gemeinde Oggau am Neusiedler See verliehen:
- Josef Grassl † (verliehen am 27. Mai 1977) – Bürgermeister 1955–1959
- Johann Schmidl † (verliehen am 27. Mai 1977) – Vizebürgermeister 1954–1958 und 1962–1967
- Ernst Kampitsch † (verliehen am 27. Mai 1977) – Volksschuldirektor in Oggau
- Ferdinand Maad † (verliehen am 19. April 1980) – Leiter des Gemeindeamtes Oggau 1947–1980
- Franz Heigl † (verliehen am 16. März 1985) – Volksschuldirektor
- Michael Schmit (verliehen am 30. Dezember 1986) – Obmann der Raiffeisenkasse Oggau
- Helmut Lang (verliehen am 12. September 1977) – langjähriger Kapellmeister
- Mathias Pallitsch (verliehen am 13. Mai 2000) – Vizebürgermeister 1967–1982
- Johann Neuwirth (verliehen am 13. Mai 2000) – Vizebürgermeister 1967–1980
- Heribert Reinprecht (verliehen am 13. Mai 2000) – Vizebürgermeister 1982–1992
- Ernst Kampitsch (verliehen am 13. Mai 2000) – Volksschuldirektor in Oggau